# Incidentes fronterizos entre India y Pakistán de 2013
Los incidentes fronterizos entre India y Pakistán de 2013 fueron una serie de enfrentamientos armados a lo largo de la Línea de control (LOC) de la zona de Cachemira acaecidos en enero de 2013.

## Los incidentes

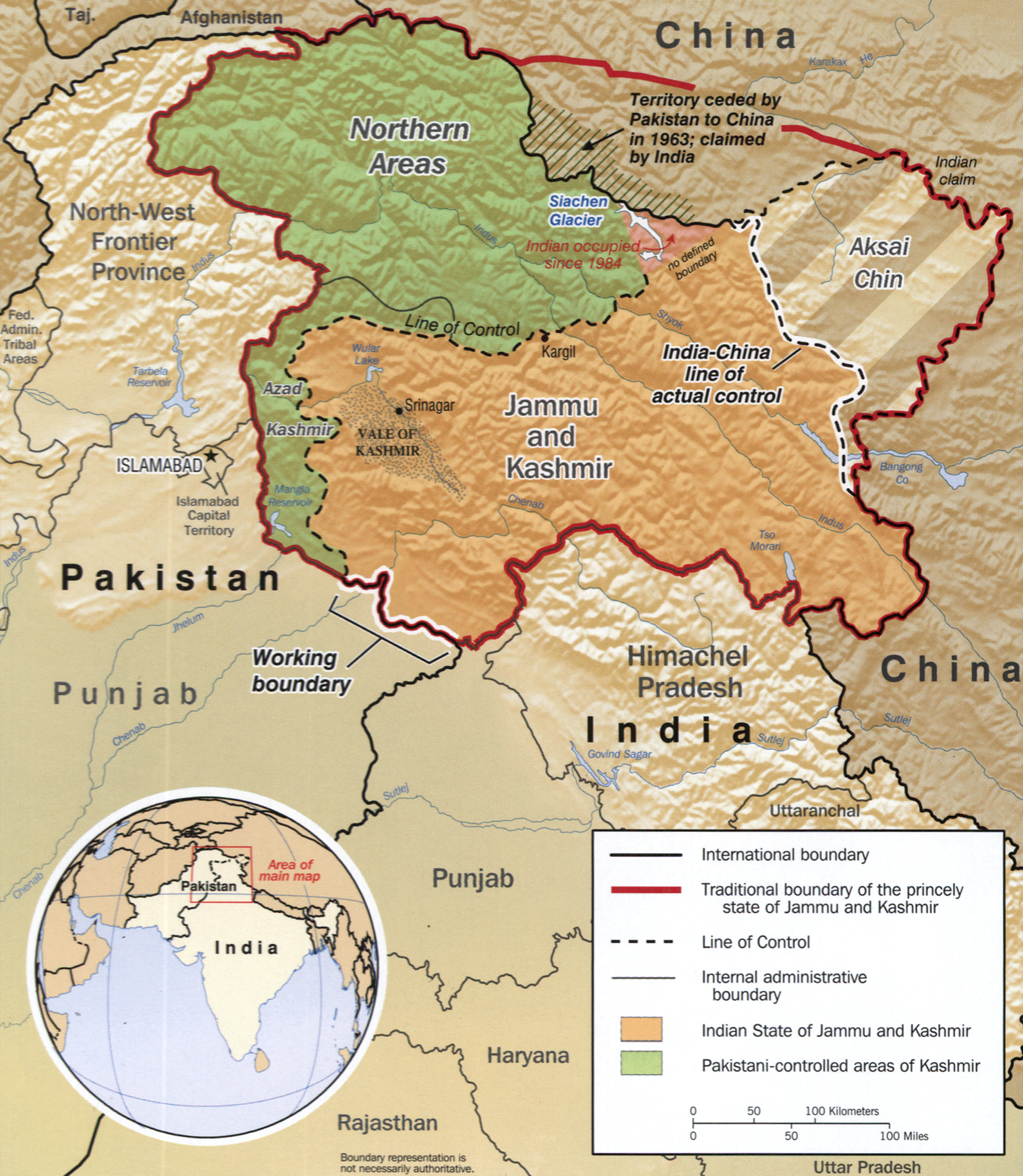
Cachemira. En verde, la ocupación de Pakistán; en naranja, la de la India.

A partir de mediados de enero de 2013 empezaron las confrontaciones, que se han descrito como el peor ataque de los combates en la región en casi 10 años.
Comenzaron el 6 de enero de 2013, cuando según informes pakistaníes, fuerzas indias atacaron un puesto fronterizo paquistaní, matando a un soldado. Las autoridades indias alegaron que el incidente fue una represalia contra las anteriores violaciones de alto el fuego de Pakistán pero negaron haber cruzado la línea de demarcación.
Un segundo enfrentamiento, el 8 de enero, las autoridades de la India dijeron que las fuerzas paquistaníes cruzaron la Línea de Control, matando a dos soldados indios. El incidente provocó gran indignación en la India y reacciones adversas por el ejército indio y el gobierno sobre la noticia de que el cuerpo de uno de los soldados había sido decapitado. Pakistán negó estos informes.
El 15 de enero se informó de un tercer enfrentamiento que condujo a la supuesta muerte de otro soldado paquistaní.